# Liste der Baudenkmäler in Meschede
Die Liste der Baudenkmäler in Meschede enthält die denkmalgeschützten Bauwerke auf dem Gebiet der Stadt Meschede im Hochsauerlandkreis in Nordrhein-Westfalen (Stand: April 2021). Diese Baudenkmäler sind in der Denkmalliste der Stadt Meschede eingetragen; Grundlage für die Aufnahme ist das Denkmalschutzgesetz Nordrhein-Westfalen (DSchG NRW).

In der Stadt Meschede gibt es insgesamt 133 Baudenkmale. Drei Baudenkmale wurden nach der Eintragung in die Denkmalliste abgerissen.

## Allgemein
- Bild: Bild des Kulturdenkmals, ggf. zusätzlich mit einem Link zu weiteren Fotos des Kulturdenkmals im Medienarchiv Wikimedia Commons
- Bezeichnung: Name des Kulturdenkmals
- Lage: Straßenname und Hausnummer oder Flurstücknummer des Kulturdenkmal, gegebenenfalls auch den Ortsteil. Die Grundsortierung der Liste erfolgt nach dieser Adresse. Der Link (Karte) führt zu verschiedenen Kartendiensten mit der Position des Kulturdenkmals. Fehlt dieser Link, wurden die Koordinaten noch nicht eingetragen. Sind diese bekannt, können sie über ein Tool mit einer Kartenansicht einfach nachgetragen werden. In dieser Kartenansicht sind Kulturdenkmale ohne Koordinaten mit einem roten bzw. orangen Marker dargestellt und können durch Verschieben auf die richtige Position in der Karte mit Koordinaten versehen werden. Kulturdenkmale ohne Bild sind an einem blauen bzw. roten Marker erkennbar.
- Beschreibung: Kurzcharakteristik des Kulturdenkmals
- Bauzeit: Baubeginn, Fertigstellung, Datum der Erstnennung oder grobe zeitliche Einordnung entsprechend des Eintrags in der zuständigen Denkmaldatenbank
- Eingetragen seit: Datum der Erfassung in der zuständigen Denkmaldatenbank

## Liste
| Bild | Bezeichnung                                                                | Lage                                                        | Beschreibung | Bauzeit | Eingetragen seit | Denkmal- nummer |
| --- | -------------------------------------------------------------------------- | ----------------------------------------------------------- | --- | ------- | ---------------- | --------------- |
| BW | Fachwerkgebäude                                                            | Berge Mittelberge 6 Karte                                   | |         | 09.12.1992       | 98              |
| BW | Wassermühle Heinemann                                                      | Berge Oberberger Straße 11 Karte                            | |         | 02.02.1993       | 99              |
| BW | Hofgebäude                                                                 | Berge Oberberger Straße 55 Karte                            | |         | 22.10.1983       | 56              |
| Haus Niederberge | Haus Niederberge                                                           | Berge Olper Straße 67 Karte                                 | |         | 25.10.1983       | 47              |
| BW | Bruchsteinspeicher                                                         | Berge Olper Straße 82 Karte                                 | |         | 06.10.2004       | 120             |
| Kapelle St. Lucia | Kapelle St. Lucia                                                          | Berge Wennestraße Karte                                     | Eingeweiht 1647 |         | 20.10.1983       | 48              |
| BW | Streuhofanlage Hof Hense                                                   | Berge Zum Windfeld 6 Karte                                  | |         | 28.06.1984       | 46              |
| Kapelle St. Nikolaus | Kapelle St. Nikolaus                                                       | Berghausen Karte                                            | |         | 24.10.1983       | 1               |
| Lehrerwohnhaus | Lehrerwohnhaus                                                             | Blüggelscheidt 8 Karte                                      | |         | 18.11.1991       | 91              |
| Schule | Schule                                                                     | Blüggelscheidt 10 Karte                                     | |         | 27.07.1991       | 90              |
| weitere Bilder | Gut Bockum                                                                 | Bockum Karte                                                | ehemaliges Rittergut, im Jahr 1398 erstmals erwähnt                                                                                        |         | 22.10.1983       | 2               |
| Marienkapelle Gut Bockum | Marienkapelle Gut Bockum                                                   | Bockum Karte                                                | |         | 21.10.1983       | 3               |
| weitere Bilder | Kapelle der schmerzhaften Mutter (Hallohkapelle)                           | Calle Auf dem Halloh Karte                                  | | 1686    | 21.10.1983       | 7               |
| BW | Wassermühle                                                                | Calle Auf’n Mühlenwiesen 18 Karte                           | |         | 14.11.1991       | 95              |
| Kelbkekapelle | Kelbkekapelle                                                              | Calle Kelbkeweg                                             | |         | 21.10.1993       | 102             |
| Kapelle auf der Schlade | Kapelle auf der Schlade                                                    | Calle L 840 Karte                                           | |         | 11.03.1986       | 67              |
| Bruchsteinspeicher | Bruchsteinspeicher                                                         | Calle Mescheder Straße                                      | |         | 24.10.1983       | 6               |
| | katholische Vikarie                                                        | Calle Mescheder Straße                                      | |         | 05.02.1990       | 86              |
| weitere Bilder | katholische Pfarrkirche St. Severin                                        | Calle Severinusplatz 4 Karte                                | |         | 22.10.1983       | 4               |
| Heiliger Johannes von Nepomuk                                                                                                 | Heiliger Johannes von Nepomuk                                              | Calle Waller Straße Karte                                   | |         | 24.10.1983       | 5               |
| BW | Fachwerkgebäude                                                            | Calle Waller Straße 19 Karte                                | |         | 23.07.2018       | 135             |
| Hofanlage (Haupthaus und Speicher)                                                                                            | Hofanlage (Haupthaus und Speicher)                                         | Calle Wennemer Straße 1 Karte                               | |         | 13.09.2007       | 124             |
| katholische Gutskapelle St. Antonius                                                                                          | katholische Gutskapelle St. Antonius                                       | Drasenbeck Karte                                            | |         | 31.08.1984       | 9               |
| Wehrspeicher | Wehrspeicher                                                               | Enste Karte                                                 | |         | 20.10.1989       | 10              |
| | Fachwerkwirtschaftsgebäude (ehemaliger Hof Plate) (inzwischen abgebrochen) | Enste                                                       | |         | 10.06.1992       | 96              |
| Franz-Xaver-Kapelle | Franz-Xaver-Kapelle                                                        | Ensthof Karte                                               | |         | 12.11.1990       | 85              |
| Kapelle St. Lucia | Kapelle St. Lucia                                                          | Erflinghausen Karte                                         | |         | 22.10.1989       | 11              |
| BW | Fachwerkgebäude                                                            | Erflinghausen 13 Karte                                      | |         | 01.09.2008       | 127             |
| Wasserhochbehälter, Schlossberg                                                                                               | Wasserhochbehälter, Schlossberg                                            | Eversberg                                                   | |         | 21.10.1993       | 101             |
| Bildstock | Bildstock                                                                  | Eversberg Alte Landstraße Karte                             | | 1768    | 22.10.1983       | 15              |
| Fünfwundenkreuz | Fünfwundenkreuz                                                            | Eversberg An der Buchsplitt                                 | |         | 21.07.1989       | 76              |
| Fachwerkgiebelhaus | Fachwerkgiebelhaus                                                         | Eversberg An der Kirche 8 Karte                             | |         | 23.10.1983       | 16              |
| BW | Fachwerkgebäude                                                            | Eversberg Baumhofstraße 7 Karte                             | |         | 24.03.2005       | 122             |
| Fachwerkgebäude | Fachwerkgebäude                                                            | Eversberg Johannisstraße 1 Karte                            | |         | 03.11.2009       | 128             |
| Schule | Schule                                                                     | Eversberg Johannisstraße 4 Karte                            | |         | 22.10.1983       | 17              |
| Fachwerkhaus | Fachwerkhaus                                                               | Eversberg Johannisstraße 12 Karte                           | |         | 17.08.1984       | 58              |
| Fachwerkhaus | Fachwerkhaus                                                               | Eversberg Johannisstraße 21 Karte                           | |         | 23.10.1983       | 18              |
| Fachwerkgebäude | Fachwerkgebäude                                                            | Eversberg Johannisstraße 25 Karte                           | |         | 16.10.1997       | 109             |
| Lingscheider Kapelle | Lingscheider Kapelle                                                       | Eversberg Lingscheider Weg Karte                            | |         | 22.10.1983       | 14              |
| weitere Bilder | römisch-katholische Pfarrkirche St. Johannes                               | Eversberg Marktstraße Karte                                 | |         | 14.10.1983       | 12              |
| Fachwerkgiebelhaus | Fachwerkgiebelhaus                                                         | Eversberg Marktstraße 13 Karte                              | |         | 22.10.1983       | 20              |
| weitere Bilder | Rathaus Eversberg                                                          | Eversberg Mittelstraße 1 Karte                              | |         | 22.10.1983       | 19              |
| Fachwerktraufenhaus | Fachwerktraufenhaus                                                        | Eversberg Mittelstraße 1a Karte                             | |         | 01.04.1985       | 63              |
| Fachwerkgiebelhaus | Fachwerkgiebelhaus                                                         | Eversberg Mittelstraße 2 Karte                              | |         | 15.04.1985       | 64              |
| Fachwerkgiebelhaus | Fachwerkgiebelhaus                                                         | Eversberg Mittelstraße 7 Karte                              | |         | 22.10.1983       | 21              |
| weitere Bilder | Fachwerkgiebelhaus, Heimatmuseum                                           | Eversberg Mittelstraße 12 Karte                             | |         | 10.04.1984       | 22              |
| Fachwerkgebäude | Fachwerkgebäude                                                            | Eversberg Mittelstraße 13 Karte                             | |         | 26.05.2010       | 129             |
| Kernbau Fachwerkgebäude | Kernbau Fachwerkgebäude                                                    | Eversberg Mittelstraße 14 Karte                             | |         | 12.11.1990       | 84              |
| Fachwerkgiebelhaus | Fachwerkgiebelhaus                                                         | Eversberg Mittelstraße 17 Karte                             | |         | 25.10.1983       | 23              |
| Fachwerkhaus | Fachwerkhaus                                                               | Eversberg Mittelstraße 19 Karte                             | |         | 09.11.1983       | 24              |
| Rochuskapelle | Rochuskapelle                                                              | Eversberg Mittelstraße 32 Karte                             | |         | 22.03.2004       | 119             |
| katholische Kapelle St. Lucia                                                                                                 | katholische Kapelle St. Lucia                                              | Eversberg Oststraße/Stadtmauer Karte                        | |         | 22.10.1983       | 13              |
| Fachwerkgebäude (Dachstuhl/Giebeldreieck)                                                                                     | Fachwerkgebäude (Dachstuhl/Giebeldreieck)                                  | Eversberg Oststraße 2 Karte                                 | |         | 09.12.1999       | 115             |
| BW | Fachwerkhaus                                                               | Eversberg Oststraße 14 Karte                                | |         | 22.10.1983       | 25              |
| Feuerwehrgerätehaus | Feuerwehrgerätehaus                                                        | Eversberg Rittergasse 1 Karte                               | |         | 15.11.2001       | 116             |
| weitere Bilder | Burgruine Eversberg                                                        | Eversberg Schlossberg Karte                                 | |         | 05.02.2002       | 117             |
| Severinskreuz | Severinskreuz                                                              | Eversberg südöstlich von Eversberg Karte                    | |         | 11.01.1999       | 113             |
| BW | Rümmecke Kapelle                                                           | Freienohl Alter Friedhof Karte                              | |         | 22.10.1983       | 27              |
| katholische Pfarrkirche St. Nikolaus                                                                                          | katholische Pfarrkirche St. Nikolaus                                       | Freienohl Hauptstraße 15 Karte                              | |         | 22.10.1983       | 28              |
| BW | Wohnhaus mit Ökonomie                                                      | Freienohl Hauptstraße 58 Karte                              | |         | 24.03.2005       | 121             |
| BW | Kapelle auf dem Plastenberg                                                | Freienohl Kapellenstraße Karte                              | |         | 22.10.1983       | 26              |
| Küppelkapelle | Küppelkapelle                                                              | Freienohl Unterer Küppelweg Karte                           | |         | 13.08.1988       | 73              |
| BW | Hofanlage (Haupthaus, Backhaus, Kapelle)                                   | Frielinghausen Karte                                        | |         | 22.06.1992       | 97              |
| katholische Pfarrkirche St. Antonius                                                                                          | katholische Pfarrkirche St. Antonius                                       | Grevenstein Antoniusstraße Karte                            | |         | 22.10.1983       | 30              |
| katholische Nothelferkapelle                                                                                                  | katholische Nothelferkapelle                                               | Grevenstein Auf der Klusenwiese Karte                       | |         | 22.10.1983       | 31              |
| Burgmannshof | Burgmannshof                                                               | Grevenstein Burgstraße Karte                                | Stammsitz Familie Schade |         | 08.02.1984       | 29              |
| | Fachwerkgebäude                                                            | Grevenstein Burgstraße                                      | |         | 09.01.1996       | 107             |
| BW | Fachwerkgebäude Vikarie                                                    | Grevenstein Burgstraße 1 Karte                              | |         | 10.05.1999       | 114             |
| BW | Fachwerkgehöft                                                             | Grevenstein Eckstraße 3 Karte                               | |         | 26.02.1992       | 94              |
| | Kreuzwegstationen                                                          | Grevenstein nordöstlich Kirche St. Antonius                 | |         | 13.03.1991       | 87              |
| Sandsteinfigur des heiligen Johannes von Nepomuk                                                                              | Sandsteinfigur des heiligen Johannes von Nepomuk                           | Grevenstein Ohlstraße Karte                                 | |         | 22.10.1983       | 32              |
| Kapelle St. Hubertus | Kapelle St. Hubertus                                                       | Heggen Karte                                                | |         | 22.10.1983       | 33              |
| weitere Bilder | Weberei Eickhoff                                                           | Heinrichsthal Heinrichsthaler Straße Karte                  | |         | 19.06.1987       | 59              |
| Villa Eickhoff | Villa Eickhoff                                                             | Heinrichsthal Heinrichsthaler Straße 13 Karte               | |         | 03.11.2006       | 123             |
| St. Apollonia-Kapelle | St. Apollonia-Kapelle                                                      | Horbach Karte                                               | |         | 22.10.1983       | 34              |
| weitere Bilder | Schloss Laer                                                               | Laer Karte                                                  | |         | 22.10.1983       | 43              |
| weitere Bilder | katholische Schlosskapelle heiliger Johannes der Täufer                    | Laer Karte                                                  | |         | 22.10.1983       | 44              |
| Sandsteinfigur des heiligen Liborius                                                                                          | Sandsteinfigur des heiligen Liborius                                       | Laer nordwestlich von Laer                                  | Die rund 2,35 m hohe Figur aus Rüthener Sandstein trägt das Datum 1763 und stammt von einem unbekannten Künstler. Denkmal des Monats 03.11 |         | 28.08.1989       | 80              |
| weitere Bilder | Kapelle St. Agatha                                                         | Löllinghausen L 915 Karte                                   | |         | 22.10.1983       | 35              |
| Haupthaus (ehemaliges Mühlengehöft)                                                                                           | Haupthaus (ehemaliges Mühlengehöft)                                        | Löllinghausen Zum Langenberg 7                              | |         | 09.08.1991       | 89              |
| Kapelle St. Agatha | Kapelle St. Agatha                                                         | Löttmaringhausen Karte                                      | |         | 22.10.1983       | 36              |
| Fachwerkgebäude | Fachwerkgebäude                                                            | Meschede Arnsberger Straße 29 Karte                         | |         | 05.02.1992       | 92              |
| katholische Kapelle St. Michael                                                                                               | katholische Kapelle St. Michael                                            | Meschede Auf dem Klausenberg Karte                          | |         | 22.10.1983       | 40              |
| BW | Henneseehotel mit Pavillon                                                 | Meschede Berghausen Karte                                   | |         | 18.05.1998       | 112             |
| jüdischer Friedhof | jüdischer Friedhof                                                         | Meschede Beringhauser Straße Karte                          | |         | 03.01.1992       | 93              |
| ehemaliges Amtsgericht (Finanzamt)                                                                                            | ehemaliges Amtsgericht (Finanzamt)                                         | Meschede Briloner Straße 4 Karte                            | |         | 07.02.1985       | 60              |
| Kath. Vikarie | Kath. Vikarie                                                              | Meschede Emhildisplatz 2 Karte                              | |         | 15.01.2014       | 133             |
| Haus Meschede | Haus Meschede                                                              | Meschede Franz-Stahlmecke-Platz 1 Karte                     | |         | 04.06.2007       | 125             |
| Franzosenfriedhof Fulmecke | Franzosenfriedhof Fulmecke                                                 | Meschede Fulmecke Karte                                     | |         | 25.01.2017       | 134             |
| Kloster Galiläa | Kloster Galiläa                                                            | Meschede Galiläa Karte                                      | Die Dominikanerinnen der Klausenkapelle errichteten im Jahr 1484 das Kloster                                                               |         | 11.03.1984       | 41              |
| Fachwerkhaus | Fachwerkhaus                                                               | Meschede Gutenbergstraße 6 Karte                            | |         | 28.08.1989       | 78              |
| weitere Bilder | ehemalige Synagoge                                                         | Meschede Kampstraße 8 Karte                                 | |         | 04.07.1996       | 108             |
| Gebäude | Gebäude                                                                    | Meschede Karolinger Straße 1a Karte                         | |         | 01.06.1995       | 106             |
| barockes Wappenrelief | barockes Wappenrelief                                                      | Meschede Mühlenweg                                          | |         | 25.01.1991       | 79              |
| weitere Bilder | Friedenskirche Benediktiner (Königsmünster)                                | Meschede Pulverturmstraße Karte                             | |         | 22.10.1983       | 39              |
| Sandsteinfigur des heiligen Johannes von Nepomuk                                                                              | Sandsteinfigur des heiligen Johannes von Nepomuk                           | Meschede Ruhrbrücke/Fritz-Honsel-Straße Karte               | |         | 22.10.1983       | 42              |
| Wasserhochbehälter | Wasserhochbehälter                                                         | Meschede Schultenkampstraße Karte                           | |         | 19.08.2010       | 131             |
| evangelische Christuskirche                                                                                                   | evangelische Christuskirche                                                | Meschede Schützenstraße 4 Karte                             | |         | 22.10.1983       | 38              |
| evangelisches Pfarrhaus | evangelisches Pfarrhaus                                                    | Meschede Schützenstraße 4 Karte                             | |         | 15.04.1985       | 66              |
| Kapelle auf dem Südfriedhof                                                                                                   | Kapelle auf dem Südfriedhof                                                | Meschede Steinstraße Karte                                  | |         | 01.10.1987       | 70              |
| Sandsteinkreuz auf dem Südfriedhof                                                                                            | Sandsteinkreuz auf dem Südfriedhof                                         | Meschede Steinstraße Karte                                  | |         | 01.10.1987       | 71              |
| Fachwerkhaus, ehemaliges Bierhaus Koch „(inzwischen abgebrochen)“                                                             | Fachwerkhaus, ehemaliges Bierhaus Koch „(inzwischen abgebrochen)“          | Meschede Steinstraße 10 Karte                               | |         | 01.10.1987       | 72              |
| weitere Bilder | Altes Kreishaus, heute Amtsgericht                                         | Meschede Steinstraße 39 Karte                               | |         | 18.12.1986       | 68              |
| weitere Bilder | katholische Pfarrkirche St. Walburga                                       | Meschede Stiftsplatz Karte                                  | |         | 24.10.1983       | 37              |
| Fachwerkgebäude | Fachwerkgebäude                                                            | Meschede Stiftsplatz 12 Karte                               | |         | 15.05.1998       | 111             |
| Fachwerkhaus | Fachwerkhaus                                                               | Meschede Überhenne 14 Karte                                 | |         | 08.06.1983       | 57              |
| Fachwerkgebäude | Fachwerkgebäude                                                            | Meschede Unterm Hagen 26 Karte                              | |         | 25.02.1991       | 82              |
| BW | Ev. Johanneskirche                                                         | Meschede Von-Westphalen-Straße 9 Karte                      | |         | 19.11.2013       | 132             |
| Fachwerktraufenhaus | Fachwerktraufenhaus                                                        | Meschede Warsteiner Straße                                  | |         | 09.04.1985       | 65              |
| Schullandheim Haus Dortmund                                                                                                   | Schullandheim Haus Dortmund                                                | Meschede Warsteiner Straße Karte                            | |         | 21.10.1993       | 103             |
| Doppelwohnhaus für Waldarbeiter                                                                                               | Doppelwohnhaus für Waldarbeiter                                            | Meschede Windhäuser 12                                      | |         | 17.02.2020       | 136             |
| Kapelle St. Johannes von Nepomuk                                                                                              | Kapelle St. Johannes von Nepomuk                                           | Mosebolle Karte                                             | |         | 22.10.1983       | 45              |
| Fachwerkgebäude | Fachwerkgebäude                                                            | Mülsborn Zum Langenberg 7 Karte                             | |         | 19.06.1991       | 88              |
| BW | Backhaus (Hofanlage Heinemann)                                             | Obermielinghausen Karte                                     | |         | 13.11.1989       | 81              |
| Kapelle St. Agatha | Kapelle St. Agatha                                                         | Olpe Freienohler Straße Karte                               | |         | 14.12.1984       | 50              |
| | Kapelle St. Hubertus                                                       | Olpe Gut Frenkhausen                                        | |         | 06.09.1984       | 49              |
| Fachwerkhaus | Fachwerkhaus                                                               | Remblinghausen Jakobusstraße 1 Karte                        | |         | 01.08.1988       | 74              |
| Fachwerkbau | Fachwerkbau                                                                | Remblinghausen Jakobusstraße 10 Karte                       | |         | 22.10.1983       | 52              |
| BW | bäuerliches Anwesen (Haupthaus und Speicher)                               | Remblinghausen Jakobusstraße 27 Karte                       | |         | 08.11.1990       | 83              |
| weitere Bilder | Kapelle zu den 14 Nothelfern                                               | Remblinghausen L 740 zwischen Meschede und Winterberg Karte | |         | 22.10.1983       | 53              |
| weitere Bilder | katholische Pfarrkirche St. Jakobus                                        | Remblinghausen Ruegenbergstraße Karte                       | |         | 22.10.1983       | 51              |
| BW | Stellmacherei                                                              | Remblinghausen Sägemühle 11 Karte                           | |         | 23.04.1998       | 110             |
| weitere Bilder | Sägemühle Schulte                                                          | Remblinghausen Zur Sägemühle Karte                          | |         | 22.09.1987       | 69              |
| Gutshaus und Kapelle | Gutshaus und Kapelle                                                       | Schederberge Karte                                          | |         | 28.08.1989       | 77              |
| ehemalige Segelfliegerschule                                                                                                  | ehemalige Segelfliegerschule                                               | Schüren Karte                                               | zweigeschossiges Gebäude aus Bruchstein unter Satteldach mit zwei Flügelbauten, Denkmal des Monats 08.06                                   |         | 16.03.1993       | 100             |
| Gut Stesse | Gut Stesse                                                                 | Stesse L 914 zwischen Wennemen und Calle                    | |         | 15.03.1985       | 61              |
| weitere Bilder | Gut Stockhausen                                                            | Stockhausen Karte                                           | Stammsitz des westfälischen Adelsgeschlechts Stockhausen                                                                                   |         | 22.10.1983       | 8               |
| Gaststätte | Gaststätte                                                                 | Stockhausen Stockhauser Straße 7 Karte                      | |         | 29.12.1993       | 104             |
| [[Vorlage:Bilderwunsch/code!/C:51.353143,8.219543!/D: Fachwerkgebäude (inzwischen abgebrochen) , Stockhauser Straße 7!/\|BW]] | Fachwerkgebäude (inzwischen abgebrochen)                                   | Stockhausen Stockhauser Straße 7 Karte                      | |         | 17.02.1994       | 105             |
| Fachwerkgebäude | Fachwerkgebäude                                                            | Vellinghausen 2 Karte                                       | |         | 17.08.2010       | 130             |
| | Fachwerkspeicher (inzwischen abgebrochen)                                  | Visbeck Am Liedhagen                                        | |         | 01.08.1988       | 75              |
| Kapelle St. Lucia | Kapelle St. Lucia                                                          | Visbeck Zum Odin 9 Karte                                    | |         | 20.10.1983       | 54              |
| Kapelle St. Vinzenz am Thy | Kapelle St. Vinzenz am Thy                                                 | Wallen Am Thy Karte                                         | |         | 20.10.1983       | 55              |
| Fachwerkgebäude | Fachwerkgebäude                                                            | Wehrstapel Am Bahnhof 5 Karte                               | |         | 01.09.2008       | 126             |
| Villa Busch | Villa Busch                                                                | Wehrstapel Wehrstapeler Straße 25 Karte                     | |         | 27.11.2002       | 118             |
| Fachwerkgiebelhaus | Fachwerkgiebelhaus                                                         | Wennemen Soerstraße 2 Karte                                 | |         | 15.04.1985       | 62              |